# Droga lodowa

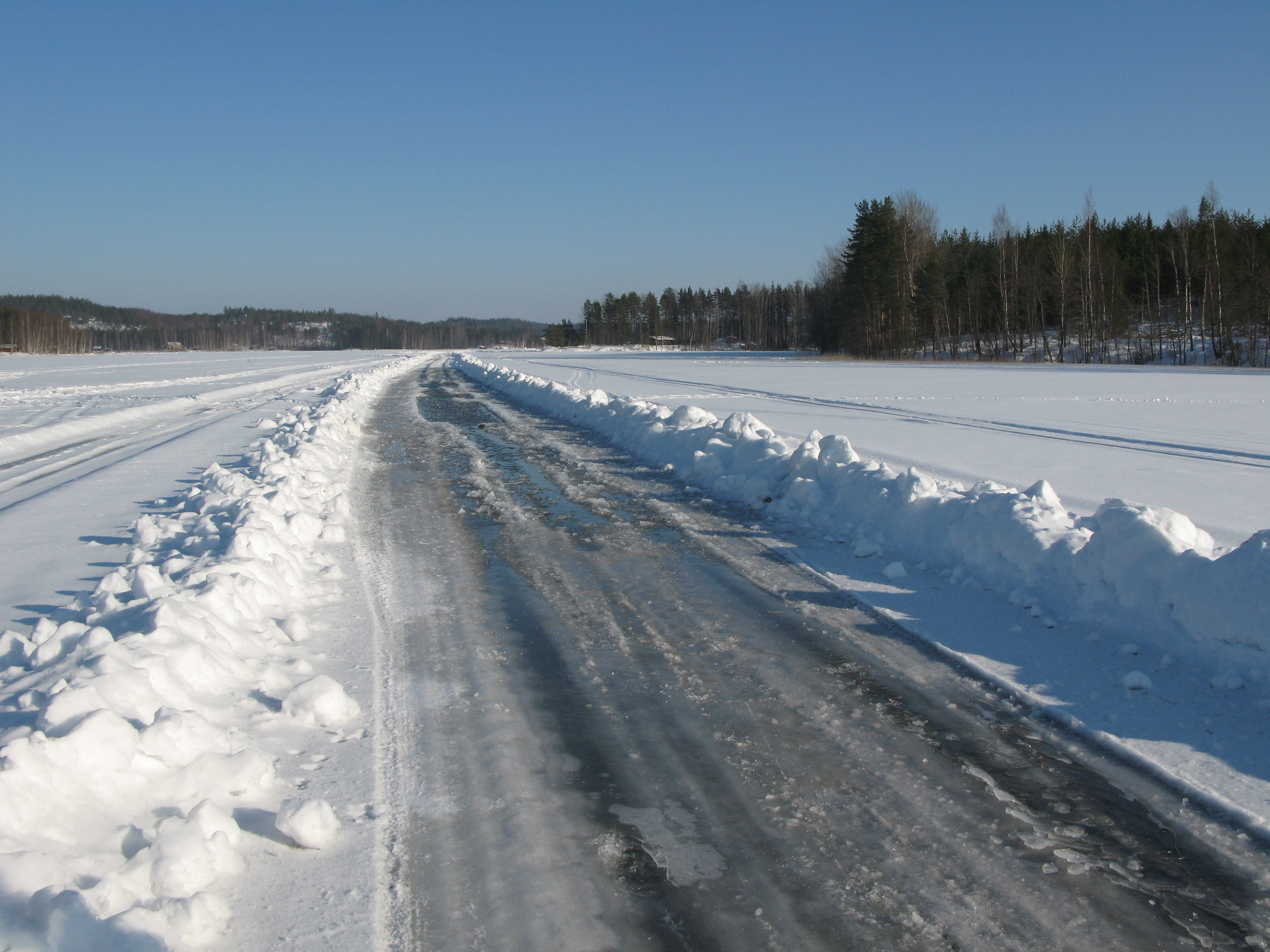
Droga lodowa na zamarzniętym jeziorze Saimaa w Finlandii

Droga lodowa (albo Szlak lodowy) – ciąg komunikacyjny prowadzący nad zamarzniętymi jeziorami, rzekami lub wodami morskimi.
W krajach, gdzie pozwalają na to warunki klimatyczne, takich jak Szwecja, Finlandia, Estonia, Kanada, USA, Rosja, a nawet Indie, drogi lodowe są zakładane zimą, gdy sprzyjają temu warunki pogodowe. Drogi lodowe zmniejszają koszty transportu, ponieważ są tańsze niż fracht lotniczy, a jednocześnie umożliwiają przemieszczanie ciężkich przedmiotów. Zapewniają też tymczasowy transport dla obszarów bez stałego dostępu do drogi.